# 戈拉巴恩达
戈拉巴恩达（Ghorabandha），是印度贾坎德邦Purbi Singhbhum县的一个城镇。总人口14751（2001年）。

## 人口
该地2001年总人口14751人，其中男性7718人，女性7033人；0—6岁人口1851人，其中男949人，女902人；识字率75.31%，其中男性为80.94%，女性为69.13%。